# 韦伊杰列夫卡区
韦伊杰列夫卡区（俄语：Вейделевский район）是俄罗斯联邦别尔哥罗德州下辖的一个区，其行政中心为韦伊杰列夫卡。据2016年统计，该区的人口为19604人。